# Ligue communiste internationale (quatrième internationaliste)
Ne doit pas être confondue avec la Ligue communiste internationale d'obédience marxiste-léniniste-maoïste.
Pour les articles homonymes, voir Ligue communiste internationale.
 (mars 2019).
La Ligue communiste internationale (quatrième-internationaliste) abrégé en LCI (QI), anciennement connu comme la Tendance spartakiste internationale (TSI), appelée par les critiques « Les Sparts », est une organisation internationale trotskiste basée à l'origine aux États-Unis. Il y a de plus petites sections de la LCI (QI) au Mexique, au Canada, en France, en Allemagne, en Irlande, en Italie, au Japon, en Afrique du Sud, en Australie, en Grèce, en Pologne et au Royaume-Uni.

## Publications
La principale revue théorique de la LCI (QI) est Spartacist, qui est publiée en quatre langues environ une fois par an. En outre, la section américaine de l'Internationale, la Spartacist League/U.S., gère la Prometheus Research Library à New York. Cette bibliothèque a publié un certain nombre de bulletins et de livres et abrite les archives de la tendance ainsi que d'autres documents sur l'histoire du trotskisme.
Outre Spartacist, les sections nationales de la LCI (QI) publient chacune un journal, avec une régularité variable. Par exemple, le groupe américain publie le journal Workers Vanguard, connu pour ses commentaires acerbes sur les activités des autres groupes de gauche, son esprit sarcastique et ses nécrologies de personnalités de gauche dont les vies sont souvent mal analysées et/ou commémorées dans les médias grand public. Depuis les années 1990, Workers Vanguard présente également des essais originaux sur l'histoire des idées radicales marxistes et pré-marxistes, écrits par Mark Tishman, membre de longue date, sous le nom de Joseph Seymour. De temps à autre, Workers Vanguard publie également des articles sous les rubriques Women and Revolution et Young Spartacus, qui sont les titres d'anciennes publications distinctes depuis lors abandonnées. 
En France, la section française de l'Internationale, la Ligue Trotskiste de France (LTF), publie un trimestriel : Le Bolchevik. Elle y développe des articles fournis sur la situation de la classe ouvrière vis-à-vis des événements internationaux et nationaux. Elle y critique également de nombreux partis de gauche et d'extrême gauche, en particulier Lutte ouvrière (LO), qu'elle n'hésite par à traiter de « révisionniste ».

## Historique
Le groupe est né au sein de la Tendance révolutionnaire du Parti socialiste des travailleurs (PST) aux États-Unis et, après son expulsion du PST, il a baptisé son organe de presse « Spartacist » en 1964, et s'est renommé Ligue spartakiste en 1966, en hommage à la première Ligue spartakiste née en Allemagne durant la Première Guerre mondiale, co-dirigée par Rosa Luxembourg et Karl Liebknecht, bien qu'il ne provienne par formellement. Selon le contexte, la Ligue se qualifiera souvent elle-même comme une organisation « communiste révolutionnaire ». 
La Ligue spartaciste se qualifie elle-même de groupe de propagande de lutte révolutionnaire et consacre une attention importante à la polémique à la fois contre les partis capitalistes et contre des groupes qui se considèrent comme marxiste-léniniste. 
À l'été 2017, la LCI a remis en cause son passé, estimant qu'elle avait été, en la personne de "cadres américains" pénétrée par "l'hydre chauvine" depuis 1974. 

## Organisations membres
- États-Unis : Spartacist League/U.S.
- France : Ligue trotskyste de France
- Japon : Groupe spartakiste Japon